# Bruno Joubert
Bruno Joubert (* 29. Juli 1950) ist ein französischer Botschafter.

## Leben
Mit Rémy Maréchaux war er in maßgeblicher Position im französischen Außenministerium am französischen Engagement in der Elfenbeinküste (heute Côte d’Ivoire) beteiligt. Von 1997 bis 2001 war er beim Direction Générale de la Sécurité Extérieure (DGSE) als Direktor beschäftigt. Von 2003 bis 2006 war er Stellvertreter von Frédéric Salat-Baroux, dem Leiter der Abteilung für Afrika und Indischer Ozean im französischen Außenministerium.
Bruno Joubert landete am 16. April 2004 mit Nathalie Delapalme in Abidjan, als dort der Journalist Guy-André Kieffer auf einem Parkplatz entführt wurde. Guy-André Kieffer recherchierte über die korrupten Verhältnisse der Kakao- und Schokoladenindustrie, Kinderarbeit und Sklaverei auf Kakaoplantagen und den Waffenhandel. Kieffer wurde entführt und bleibt bis heute verschwunden. Zwei Jahre später nahm seine kanadische Kollegin Carol Off die Suche auf und veröffentlichte zu ihren vielfach preisgekrönten Recherchen das Buch Bitter Chocolate: Investigating the Dark Side of the World's Most Seductive Sweet. Präsident Laurent Gbagbo der Elfenbeinküste erklärte, dass in Kriegszeiten der Tod eines Mannes ein „Detail“ sei.
2007, nach der Ära Jacques Chirac, wurde Bruno Joubert von Jean de Gliniasty abgelöst. Im Beratergremium von Nicolas Sarkozy gehörte Bruno Joubert zur Cellule africaine de l'Élysée deren Mitglieder Monsieur Afrique genannt werden. Bruno Joubert war Mitarbeiter von Jean-David Levitte, dem Sherpa von Nicolas Sarkozy.
2009 verließ er diese Position und wurde im gleichen Jahr Botschafter in Marokko; von 2012 bis 2015 war er Botschafter beim Heiligen Stuhl.